# Tömör
A Tömör ótörök eredetű régi magyar személynév, jelentése: vas.

## Rokon nevek
- Tomor: a Tömör alakváltozata.[3]

## Gyakorisága
Az 1990-es években a Tomor és a Tömör szórványos név, a 2000-es években nem szerepelnek a 100 leggyakoribb férfinév között.

## Névnapok
Tömör
- október 28.[2]

Tomor
- július 25.[3]